# Tube de Newton
Un tube de Newton est un récipient cylindrique à la paroi transparente dans lequel on fait le vide, souvent au moyen d'une pompe à vide, afin de pouvoir faire des expériences dans lesquelles il importe de minimiser le frottement de l'air, en particulier à des fins pédagogiques telles que la vérification de la loi de Galilée.